# Det gör ej mänskan dyster
Det gör ej mänskan dyster är inledningsorden till en psalmtext för barn av predikanten i Helgelseförbundet, Emil Gustafson. Psalmen har tre åttaradiga verser och en refräng som lyder:
Och derför nu jag sjunger
Hans lof så innerlig.
Mitt ungdomsvarma hjärta
I Herren fröjdar sig.
Och hellre vill jag smädas
Med Herrens folk en tid,
Än lefva uti synden
Och sakna hjärtefrid.
Oscar Lövgren, som i huvudsak stödjer sina lexikala uppgifter på första upplagan av Hjärtesånger från 1892, nämner inte denna sångtexts existens. Texten kan därför möjligen vara en senare produktion av Gustafsson.

## Publicerad i
- Hjärtesånger 1895, som nr 250 under rubriken Barnsånger med titeln Min barndomsfröjd